# Tragedia del estero Minte
La tragedia del estero Minte fue un accidente carretero en Chile ocurrido en la noche del 7 de mayo de 1995 en el kilómetro 7 de la ruta internacional 225 que une a la ciudad de Puerto Varas con la localidad de Ensenada, en la Región de Los Lagos. El accidente, provocado por el colapso de un terraplén debido a intensas lluvias, dejó 27 personas fallecidas y un sobreviviente, convirtiéndose en una de las peores tragedias carreteras ocurridas en la historia de Chile.
El Estado de Chile nunca admitió su responsabilidad por las deficiencias que presentaba el camino, aunque en 2002 llegó a un acuerdo extrajudicial con familiares de las víctimas por 1225 millones de pesos.

## Causas
El estero Minte, situado en el km 7 de la ruta que conecta Puerto Varas con Ensenada, era encausado hacia el lago Llanquihue por una alcantarilla de un poco más de un metro de diámetro que pasaba por debajo del camino. 
El domingo 7 de mayo de 1995 había sido uno de los días más lluviosos del año; sólo en 48 horas habían caído en la zona 192 milímetros de agua. Debido a las fuertes lluvias, sedimentos, árboles y rocas bloquearon la alcantarilla, Eventualmente, esa noche la fuerza de las aguas hizo colapsar el terraplén por donde pasaba el tubo de alcantarillado, dejando una enorme fosa de al menos 15 metros de largo y de 15 metros de profundidad.

## Accidente
Pasadas las 19:00 horas —producto de la intensa lluvia y de la total oscuridad en el sector que habían disminuido al máximo la visibilidad del camino— cayeron al enorme socavón cuatro automóviles, un jeep, una camioneta y un camión. Los seis vehículos livianos fueron los primeros en caer. Cinco de ellos iban hacia Puerto Varas, mientras que la camioneta venía desde esa ciudad. Un conductor que venía desde Puerto Varas alcanzó a frenar y empezó a hacer señas y juegos de luces para advertir a vehículos que venían en sentido contrario. Sin embargo, el camión con acoplado que transportaba madera, y que venía desde Ensenada, no se dio cuenta de la situación y cayó a la fosa, aplastando a los demás vehículos con sus ocupantes en el interior.
El saldo total fue de 27 muertos —quince menores de edad y doce adultos—, entre los que se contaban familias completas y el empresario Claudio Niklitschek, dueño de la empresa de transportes Varmontt. La mayoría de las víctimas regresaba a Puerto Montt luego de ir a pasear a la zona de Ensenada.

### Lista de fallecidos
- Luis Alberto Olavarría Estrada
- Arturo Minte Burk
- Georgina Díaz Flühmann
- Constanza Francisca Minte Díaz
- Sebastián Ignacio Lavados Aguilar
- Sofía Margarita Cerda Montalva
- Adolfo Helmut Melzer Inostroza
- Gisela Alejandra Melzer Inostroza
- María del Carmen Inostroza
- Arturo Andrés Minte Díaz
- Nataly Alejandra Olavarría Inostroza
- Carlos Manuel Ruiz Melzer
- Cristián Alexis Ruiz Melzer
- Gustavo Ignacio Ruiz Melzer
- Erico Yunge Siebald
- Idalia Raddatz Schwabe
- Jaime Antonio Cerda Villegas
- María Soledad Montalva Campos
- María Luisa Villalón Montalva
- María Soledad Villalón Montalva
- Manuel Francisco Villalón Montalva
- Rodrigo Paquet Godoy
- Claudio Marcelo Niklitschek Wiehoff
- Fernando Alberto Lavados Muñoz
- Luisa Adriana Aguilar Labial
- Macarena Andrea Lavados Aguilar
- Fernando Andrés Flores Chávez

En el primer día de búsqueda solo aparecieron siete cuerpos; los veinte restantes fueron encontrados durante las semanas siguientes.

### Único sobreviviente
El único sobreviviente fue Ludwig Codjambassis, quién se salvó gracias a que era un experimentado alpinista, lo que le permitió evitar ser aplastado por el camión y escalar el socavón. Tuvo un rol importante en evitar que otros vehículos cayeran al vacío, advirtiéndoles de lo que ocurría. Según relató en una entrevista al diario El Llanquihue horas después de la tragedia:

Poco antes corrí a resguardarme en medio de (la) arena y el relleno mojado. Salté hacia una protección y me salvé del camión y de los troncos. El camión aplastó a los demás vehículos, y no a mí. Dios sabe por qué lo hizo. Un minuto y medio más tarde ya estuve en la carretera del lado de Ensenada, luego de escalar la pendiente. Fue allí que comencé a parar el tráfico, primero, con los conductores de los demás camiones cargados con metros ruma que seguían atrás del camión que cayó al barranco. Logramos parar como unos quince vehículos, en medio de una fuerte lluvia.
(...)
Lo más chocante y traumático para mí, fue escuchar a varios niños gritar y a la señora intentando salvar a su esposo y su familia... iban varios niños en los vehículos que lograron salvarse en la caída... Escuché a unos cinco en el camión. Es más, logré diferenciar a uno de unos tres o cuatro años que gritaba lastimosamente, pero no pude hacer nada porque estaban al otro lado de la zanja.
Ludwig Codjambassis, mayo de 1995.

## Responsabilidades e indemnizaciones
Tras la tragedia se apuntó como responsable al Ministerio de Obras Públicas, que tenía a cargo los caminos del país. Vecinos del lugar del accidente habían afirmado que no se habían limpiado las alcantarillas después del verano, por lo que esta se estancaba de a poco. Al día siguiente de la tragedia, el entonces ministro de Obras Públicas, Ricardo Lagos Escobar, descartó negligencia por parte de su cartera, afirmando que lo ocurrido había sido un accidente producto de  «una tala de bosques que taponeó las estructuras».
El 13 de octubre de 1995 los familiares de las víctimas demandaron civilmente al Estado de Chile por «falta de servicio», pidiendo una indemnización de 5200 millones de pesos, A los pocos meses, el 8 de enero de 1996, el ministro Mario Águila Benavides sobreseyó la causa criminal, después de ocho meses de indagatoria, sin encontrar culpables.
La causa civil fue llevada por la jueza del Primer Juzgado del Crimen de Puerto Montt María Eugenia Concha. Un fallo de primera instancia dictado el 11 de mayo de 1999 estableció una indemnización de 3674 millones de pesos. La indagatoria encontró que la construcción del camino tenía graves deficiencias, entre ellas, que el terraplén bajo el camino era de tierra, lo que facilitó el trabajo del agua, y que el eje de la alcantarilla no era el adecuado para encauzar el estero. La sentencia fue apelada por el Consejo de Defensa del Estado por el elevado monto y denunció a la jueza a la Comisión de Ética de la Corte Suprema por tener antecedentes de que mantenía una relación con el ingeniero Miguel Concha, quien había realizado los peritajes. La jueza renunció al Poder Judicial tras abrirse un cuaderno para su remoción y fue sancionada por el Pleno de la Corte Suprema el 31 de agosto de 2001.
A mediados de julio de 2001 fue reabierto el sumario para determinar las causas y responsables y se designó a la presidenta de la Corte de Apelaciones de Puerto Montt como ministra en visita para investigar los hechos. En enero de 2002 se conocieron las indemnizaciones definitivas —luego de que el Fisco y las familias llegaran a un acuerdo extrajudicial—, las que en total sumaron 1225 millones de pesos para 26 de 27 familias de las víctimas y al sobreviviente. El Estado, por su parte, nunca admitió su responsabilidad por los hechos.
Después de la tragedia se construyó un puente en el lugar, y a un costado se levantó una cruz de madera que recuerda a las víctimas.